# Manco Inca Yupanqui

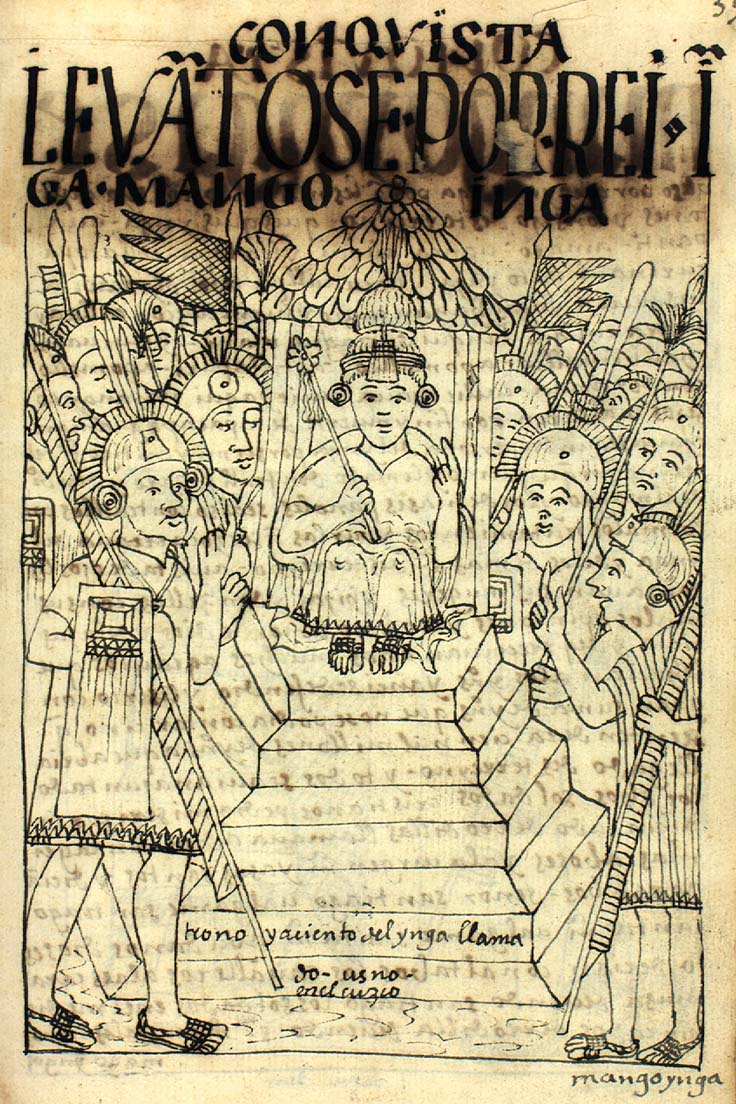
Manco Inca Yupanqui, tekening van Guaman Poma.

Manco Inca Yupanqui (1516 – 1544) (Quechua: Manqu Inka Yupanki) was van 1534 tot zijn dood in 1544 de 15e goddelijke keizer van het Incarijk. Hij was een zoon van Huayna Capac en stichter in 1537 van de Neo-Incastaat van Vilcabamba.
Túpac Huallpa was de keizer vóór Manco Inca Yupanqui. Huallpa werd door conquistador Francisco Pizarro tot keizer gekroond en stierf in 1533. Túpac Huallpa werd in feite als pion gebruikt door de Spanjaarden. Manco Inca bezocht Pizarro en Diego de Almagro in Cajamarca om over een plan te onderhandelen. Het plan was dat Manco Inca over de Inca's zou heersen. De conquistadoren gingen hiermee akkoord en zo werd Manco in 1534 in Cuzco tot keizer gekroond door Pizarro. Hij had niet in de gaten dat ook hij als pion werd gebruikt door de Spanjaarden, die van plan waren het land en zijn mensen te veroveren. In 1535 probeerde hij Cuzco op de Spanjaarden te heroveren.
Manco werd vermoord in 1544 door medestanders van Diego de Almagro. Hij werd opgevolgd door zijn zoon Sayri Túpac. Manco had meerdere zoons waaronder Sayri Túpac, Titu Cusi en Túpac Amaru.
Hurin-dynastie: Manco Cápac · Sinchi Roca · Lloque Yupanqui · Mayta Cápac · Cápac Yupanqui

Hanan-dynastie: Inca Roca · Yáhuar Huácac · Viracocha Inca · Pachacuti · Túpac Inca Yupanqui · Huayna Capac · Huáscar · Atahualpa · Túpac Huallpa

Heersers in Vilcabamba: Manco Inca Yupanqui · Sayri Túpac · Titu Cusi Yupanqui · Túpac Amaru
- Gemeinsame Normdatei: 118730533
- International Standard Name Identifier: 0000 0004 4886 8781
- Library of Congress Control Number: n85322335
- Virtual International Authority File: 35251544
- WorldCat: E39PBJbWqWfdwCYb8dptFjJFKd